# Paralympiska vinterspelen 2022
Paralympiska vinterspelen 2022 (kinesiska: 第十三屆冬季帕拉林匹克運動會) består av ett antal idrottstävlingar i parasport som gick av stapeln i Peking i Kina 4 mars – 13 mars 2022. Mästerskapen var de trettonde paralympiska vinterspelen och anordnades av Internationella paralympiska kommittén. Den 31 juli 2015 stod det klart att Peking skulle stå som värd för spelen efter att ha vunnit en omröstning mot Almaty i Kazakstan med 44 röster mot 40.
Paraidrottare från Ryssland och Belarus tilläts inte att deltaga i spelen efter Rysslands invasion av Ukraina 2022.

## Sporter
78 grenar i sex sporter ingick i det paralympiska programmet 2022.
- Alpin skidåkning (30)
- Kälkhockey (1)
- Nordisk skidsport
  -  Längdskidåkning (20)
  -  Skidskytte (18)
- Rullstolscurling (1)
- Snowboard (8)

## Kalender
| ÖC | Öppningsceremoni |  | Deltävlingar |  | Finaler | AC | Avslutningsceremoni |

| Mars             | Fre 4:e | Lör 5:e | Sön 6:e | Mån 7:e | Tis 8:e | Ons 9:e | Tor 10:e | Fre 11:e | Lör 12:e | Sön 13:e | Guld medaljer |
| ---------------- | ------- | ------- | ------- | ------- | ------- | ------- | -------- | -------- | -------- | -------- | ------------- |
| Ceremonier       | IC      |         |         |         |         |         |          |          |          | AC       | i.u.          |
| Alpin skidåkning |         | 6       | 6       |         | 6       |         | 3        | 3        | 3        | 3        | 30            |
| Kälkhockey       |         | ●       | ●       |         | ●       | ●       | ●        | ●        | ●        | 1        | 1             |
| Längdskidåkning  |         |         | 2       | 4       |         | 6       |          |          | 6        | 2        | 20            |
| Rullstolscurling |         | ●       | ●       | ●       | ●       | ●       | ●        | ●        | 1        |          | 1             |
| Skidskytte       |         | 6       |         |         | 6       |         |          | 6        |          |          | 18            |
| Snowboard        |         |         | ●       | 4       |         |         |          | ●        | 4        |          | 8             |
| Totalt           | 0       | 12      | 8       | 8       | 12      | 6       | 3        | 9        | 14       | 6        | 78            |